# Molophilus perferox
Molophilus perferox är en tvåvingeart som beskrevs av Alexander 1957. Molophilus perferox ingår i släktet Molophilus och familjen småharkrankar. Inga underarter finns listade i Catalogue of Life.